# Закрой за мной дверь, я ухожу
«Закрой за мной дверь, я ухожу», или просто «Закрой за мной дверь» — песня группы «Кино» из альбома «Группа Крови». Автор текста и музыки — Виктор Цой. Песня находится на 58-м месте в списке «ста лучших песен русского рока» (в XX веке) «Нашего радио». Клавишное соло для записи сыграл пианист Андрей Сигле, на концертах песня исполнялась в упрощённом варианте без клавишного соло.
В 1986 году песня вошла в короткометражный фильм Сергея Лысенко «Конец каникул», ставшего первой картиной с участием группы.
В 2022 году музыканты «Кино» выпустили сборник обновленных версий песен группы «12 22», в записи композиции «Закрой за мной дверь, я ухожу» принял участие пианист Александр Дубовой. 20 октября 2022 года был представлен клип на песню «Закрой за мной дверь», в который вошли кадры фильма «Конец каникул» (1986), ставшего первой картиной с участием группы.

## Участники записи

### Оригинальная версия
- Виктор Цой — вокал, ритм-гитара
- Юрий Каспарян — соло-гитара
- Игорь Тихомиров — бас-гитара
- Георгий Гурьянов — программирование драм-машины Yamaha RX-11 (основная часть), бэк-вокал.
- Андрей Сигле — клавишные

### Live 2022
- Виктор Цой — фонографический вокал.
- Олег Шунцов — ударные.
- Юрий Каспарян — соло-гитара.
- Игорь Тихомиров — бас-гитара.
- Александр Титов — бас-гитара
- Дмитрий Кежватов — ритм-гитара
- Роман Парыгин — труба
- Александр Цой — сведение